# Newberry (Indiana)
Pour les articles homonymes, voir Newberry.
Newberry est une municipalité américaine située dans le comté de Greene en Indiana.
Lors du recensement de 2010, sa population est de 193 habitants. Située sur la White River, la municipalité s'étend sur 0,49 mille carré (1,27 km2).
Le bourg est fondé en 1822. Il porte alors le nom Slinkards Mills, d'après le bureau de poste ouvert par Frederick Slinkard en 1823. Celui-ci prend le nom de Newberry en 1849, en référence à ses habitants originaires de Newberry (Caroline du Sud). Dans les années 1850, Newberry se développe grâce à la construction du Wabash and Erie Canal qui relie Terre Haute à Evansville,.